# Медляк-вещатель
Медляк-вещатель, или медляк подвальный (лат. Blaps mortisaga) — вид жуков-чернотелок. Длина тела взрослых насекомых — 20—31 мм. Тело матового чёрного цвета, удлинённое, относительно узкое. Усики длинные, обычно вершинами заходят за основание переднеспинки. Живут в подвалах. Ведёт ночной образ жизни. Появление его считалось предвестием смерти кого-либо из живущих в доме.